# グリーンスタンプ
グリーンスタンプ株式会社は、東京都千代田区に本社を置く小売業の販売促進支援をしている企業である。みどり会の会員企業であり三和グループに属している。

## 概況
カードでポイントをサービスし、貯まったポイントで交換できるカタログ商品などのプレミアムを提供。従来の紙のスタンプからポイントカードサービスの現在まで、50年以上にわたり小売業の販売促進支援に携わっている。販売促進の先駆企業である。現在では、多くの小売店がポイントカードを導入している。
現在、全国加盟店舗数は約22,400店舗、ポイントカード発行枚数は1,700万枚を超え、現在も増え続けている。
同社はベルマーク運動に参加しており、グリーンスタンプギフト券・店名入りのポイント券・従来の紙スタンプ券を貼った商品交換台紙を、カタログに掲載されている商品との交換をする際にベルマーク（1枚ごとに2点）が配布される（発行元が『グリーンアウトソーシング』や『ロータス』名義であってもベルマークがもらえないこともある）。

## 沿革
- 1958年12月（昭和33年）：前身の株式会社丸善商店が組織したボランタリーチェーンで「マルエム・サービス券」を発行し、トレーディングスタンプ事業を開始
- 1961年9月（昭和36年）：「マルエム・サービス券」を「グリーンスタンプ」と呼称変更してスタンプ販売を創業
- 1963年6月（昭和38年）：松下幸之助ほか日本有数の企業のトップの人々が発起人となってグリーンスタンプ株式会社を設立
- 1987年1月（昭和62年）：スタンプ発行会社と販売会社が分社・独立、同年カード事業を開始
- 2001年9月（平成13年）：ネットポイント事業「J-Point」開始
- 2003年5月（平成15年）：東京都千代田区丸の内に本社を移転
- 2007年12月（平成19年）：プライバシーマーク付与の認定を受ける
- 2019年4月（平成31年）：万代全店ポイント統一のためグリーンスタンプを中止

## 支店
- 北海道支店：北海道札幌市豊平区平岸3条5丁目4-22
- 東北支店：福島県会津若松市一箕町大字八幡字牛ヶ墓7-1
- 関東支店：東京都港区芝浦1-12-3
- 関西支店：大阪府大阪市淀川区西中島3-23-15
- 九州支店：福岡市博多区博多駅前3-10-24

## 主な加盟店舗
北雄ラッキー、リオンドールコーポレーション、清水商事、フレッセイ、オギノ、デリシア、綿半フレッシュマーケット、駿河屋魚一など

## 関連企業、団体
日本インターネットポイント協議会、株式会社国際旅行社、株式会社エルエスモード、ロータス株式会社、株式会社レイジースーザン、グリーンアウトソーシング株式会社など

### ロータスクーポン
グリーンスタンプ株式会社の子会社であるロータス株式会社が行っていたスタンプクーポンサービスのこと。1973年から開始。このクーポンに協賛する企業・団体の商品に添付し、消費者はそれを所定の点数集めることによって、商品・景品へ交換することができる。今日の「ポイントカード」サービスに近い概念のものであり、当初は「ポイントは無期限有効」とする方針で展開してきたが、2009年をもってロータスクーポン発行対象商品の発売は終了しており、交換についても、ポイントの販売終了から5年経過で失効となるという理由で、2014年9月30日で終了している。。